# Casey Veggies
Casey Veggies (bürgerlich Casey Joseph Jones; * 18. Juli 1993 in Inglewood) ist ein US-amerikanischer Rapper.

## Karriere

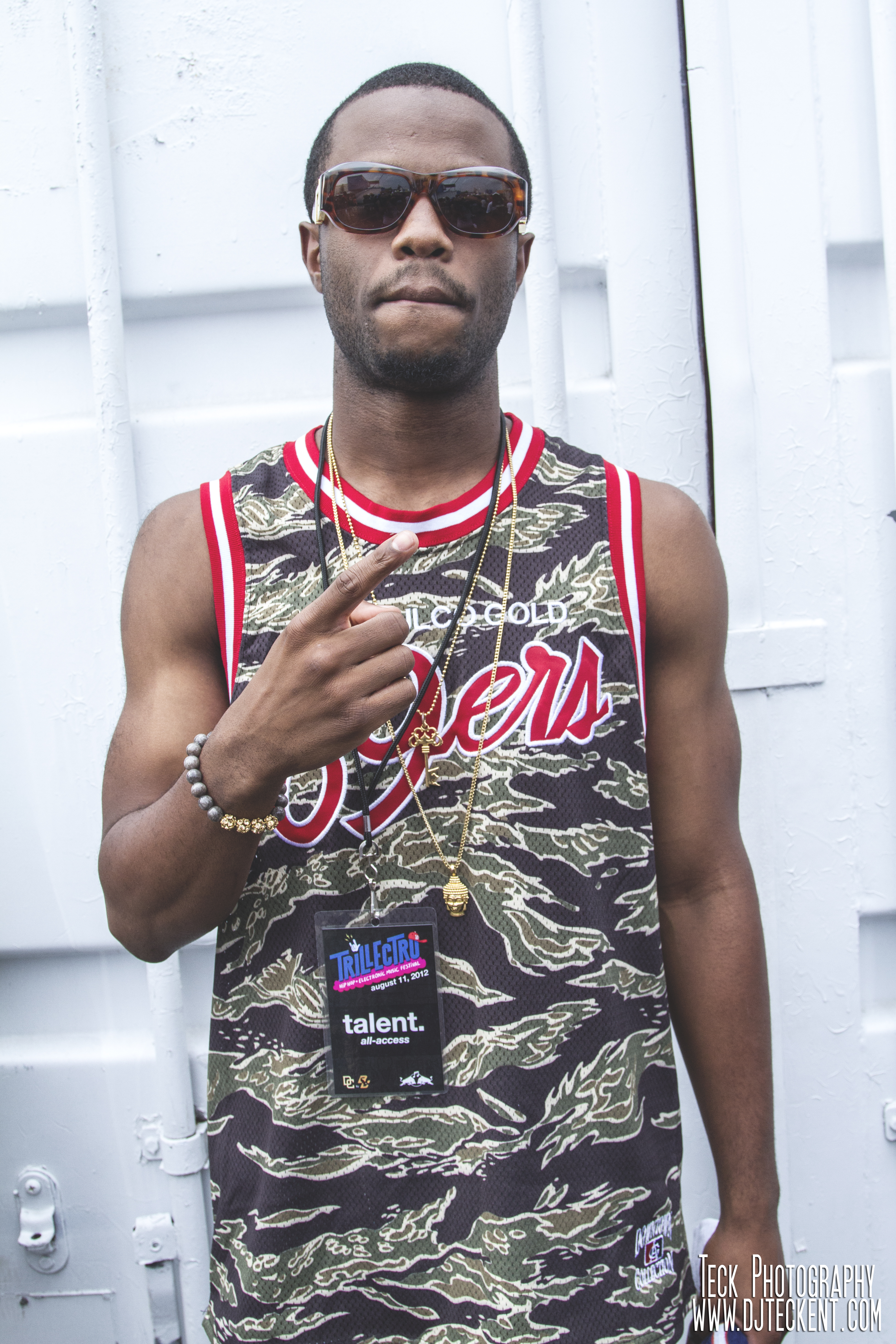
Casey Veggies im August 2012

Im Alter von 14 Jahren veröffentlichte Jones sein erstes Mixtape mit dem Titel Customized Greatly Vol. 1. Größere Bekanntheit erlangte er wenig später als Gründungsmitglied der Hip-Hop-Gruppe Odd Future, der unter anderem auch der Rapper und langjährige Freund Tyler, the Creator angehörte. Er verließ diese bereits nach dem ersten Kollaborationsalbum, um sich einer Solokarriere zu widmen. In den Folgejahren trat er durch einige Mixtapes und Gastbeiträge für Künstler wie Vince Staples, Wiz Khalifa oder The Neighbourhood in Erscheinung.
Sein Debütalbum Life & Grow erschien am 25. September 2015 und erreichte Platz 93 der Billboard 200. Die darauf enthaltene Single Tied Up erhielt in seinem Heimatland Goldstatus. Das zweite Studioalbum Organic wurde am 7. Juni 2019 veröffentlicht, an die hohen Verkaufszahlen des Vorgängers konnte es aber nicht anknüpfen.

## Diskografie
Studioalben
- 2015: Life & Grow
- 2019: Organic
- 2022: Crypto Veggies

Mixtapes
- 2008: Customized Greatly Vol. 1
- 2008: The Odd Future Tape (mit Odd Future)
- 2009: Customized Greatly Vol. 2
- 2010: Bum Shit (mit Rich Hil)
- 2010: Sleeping in Class
- 2012: Customized Greatly Vol. 3
- 2013: Life Changes
- 2013: Fresh Veggies (mit Rockie Fresh)
- 2016: Customized Greatly Vol. 4: The Return of The Boy
- 2020: Fresh Veggies 2 (mit Rockie Fresh)
- 2021: Cg5
- 2022: Crypto Veggies

Extended Plays
- 2021: Since Y’all Forgot
- 2023: Ten Toes Down

Singles (Auswahl)
- 2013: Hive (Earl Sweatshirt feat. Vince Staples & Casey Veggies, US: Gold)[4]
- 2015: Tied Up (feat. DeJ Loaf, US: Gold)